# Cannoli
Cannoli (no singular em italiano, cannolo, e em siciliano, cannolu) é uma sobremesa proveniente da Sicília, que consiste em uma massa doce frita, em formato de tubo, recheada com um creme de ricota. Os cannoli são bem populares na cozinha italiana, Estados Unidos e entre descendentes de italianos do Sul da Itália.

## História
Originado em Palermo e Messina, o cannolo era feito, historicamente, durante as festividades do carnevale italiano, provavelmente como um símbolo de fertilidade. Embora tenham influências gregas e árabes, assim como a cassata siciliana, o cannolo foi produzido ainda antes da dominação árabe. No ano de 75 d.C., sendo questor da Sicilia ocidental em Marsala, Marco Túlio Cícero refere-se ao "tubus farinarius, dulcissimo, edulio ex lacte factus", ou seja, ao "doce tubo de massa de farinha recheado com creme de leite". No Brasil, o cannolo é tradicionalmente vendido nos intervalos de partida do Clube Atlético Juventus, no Estádio Conde Rodolfo Crespi, na rua Javari, no bairro da Mooca, em São Paulo. Também é vendido no Bairro do Bixiga em São Paulo, além de outros bairros como o da Casa Verde.

## Variações americanas
Os cannoli de docerias italianas nos Estados Unidos podem se diferenciar um pouco do cannolo original, provavelmente devido às adaptações feitas por imigrantes italianos durante o século XIX, que se depararam com uma certa dificuldade em encontrar os ingredientes originais na América. Os cannoli americanos ainda podem conter ricota, embora mascarpone seja um pouco mais raro. Os recheios também podem variar muito nos EUA.